# Robo Army
Robo Army est un beat them all futuriste développé et édité par SNK en 1991 sur Neo-Geo MVS, Neo-Geo AES et en 1995 sur Neo-Geo CD (NGM 032),,.

## Synopsis
Jeed, un scientifique spécialisé dans la robotique a pris le contrôle de la ville grâce à son armée de robots. Face à cette menace, l'armée envoie deux cyborgs, Maxima et Rocky, afin de combattre les robots et de ruiner les plans du savant fou.

## Personnages
Maxima : Tout comme Rocky, Maxima est un cyborg. Son visage et son cerveau sont ceux d'un humain, mais ses membres et le reste de son corps sont en métal. Il est vêtu d'une combinaison rouge et coiffé d'un bérêt. De par sa tenue, et son couvre-chef en particulier, il n'est pas sans rappeler Rolento Schugerg, personnage de la série de jeux Final Fight dont le premier opus est sorti deux ans avant Robo Army; il est donc possible que Maxima en soit inspiré.
Rocky : Tout comme Maxima, Rocky est un cyborg. Il est entièrement en métal, à l'exception de son cerveau, qui est celui d'un humain. Il est vêtu d'une combinaison bleue et l'apparence de sa tête n'est pas sans rappeler le casque de RoboCop.
Jeed : C'est le savant fou qui veut dominer le monde grâce à son armée de robots. La partie droite de sa tête est recouverte d'une prothèse métallique.

## Système de jeu
Il n'y a pas de sélection du personnage dans Robo Army : le joueur 1 contrôle Maxima et le joueur 2 contrôle Rocky. Les deux cyborgs doivent traverser six niveaux avant d'atteindre le boss de fin. Au cours de ces niveaux, ils devront affronter les sbires du Professeur, ainsi qu'un sous-boss et un boss dans chaque stage. Les deux héros peuvent bien sûr se battre à l'aide de leurs poings et pieds, mais ils peuvent aussi se défendre en ramassant des armes improvisées (carcasse de voiture, baril, bras de robot détruit…). Ils disposent chacun d'une jauge de pouvoir leur permettant de lancer des attaques surpuissantes selon la puissance acquise. Maxima et Rocky peuvent également se transformer pendant un bref moment en un invulnérable véhicule blindé.